# 구리시
구리시(九里市)는 경기도 동북부에 위치한 시인데, 동쪽과 북쪽으로는 왕숙천을 경계로 경기도 남양주시와 접하고 서쪽으로 아차산(287m), 용마산(348m), 망우산 등을 경계로 서울특별시 광진구, 중랑구, 노원구와 접하며, 남쪽으로는 한강을 경계로 서울특별시 강동구와 경기도 하남시로 경계를 이룬다.
1914년 4월 1일에 양주군의 구지면과 망우리면이 합쳐져 구리면이 되었으며, 1973년 7월 1일에 읍으로 승격하였으며, 1986년 1월 1일에 구리시로 승격하였다. 구리시청은 경기도 구리시 교문동에 있다.

## 역사
| 구리시 행정구역 변천사                            | 구리시 행정구역 변천사 | 구리시 행정구역 변천사       | 구리시 행정구역 변천사 | 구리시 행정구역 변천사               | 구리시 행정구역 변천사               | 구리시 행정구역 변천사               | 구리시 행정구역 변천사 | 구리시 행정구역 변천사           |
| ------------------------------------------------- | ---------------------- | ---------------------------- | ---------------------- | ------------------------------------ | ------------------------------------ | ------------------------------------ | ---------------------- | -------------------------------- |
| 양주군 남부 구지면 (楊州郡 南部 九旨面, 1894)     | →                      | 양주군 구리면 (九里面, 1914) | →                      | 양주군 구리면                        | →                                    | (남)양주군 구리읍 (九里邑, 1973)     | →                      | 구리시 (九里市, 1986)            |
| 양주군 남부 망우리면 (楊州郡 南部 忘憂里面, 1894) | →                      | 양주군 구리면 (九里面, 1914) | →                      | 서울특별시 동대문구 (東大門區, 1963) | 서울특별시 동대문구 (東大門區, 1963) | 서울특별시 동대문구 (東大門區, 1963) | →                      | 서울특별시 중랑구 (中浪區, 1988) |

### 연표
- 983년 (고려 성종 2년) : 양주목이 되었다.
- 1395년 (조선 태조 4년) : 양주부로 승격되었다.
- 1410년 (조선 태종 10년) : 양주목으로 승격되었다.
- 1413년 (조선 태종 13년) : 양주도호부로 강등되었다.
- 1466년 (조선 세조 12년) : 양주목으로 승격되었다. 이와 함께 구리시의 전신이 되는 구지면 설치.
- 1914년 4월 1일 : 구지면의 10개리와 망우리면의 15개리 그리고 노원면의 장기리와 갈매동, 미음면 수변리와 석도리 각 일부, 진관면 배양동 일부, 별비면 퇴계원리 일부를 병합하여 구지면의 "구(九)"자와 망우리면의 "리(里)"자를 따서 구리면이라 하였다.
- 1963년 1월 1일 : 구리면의 망우산 서쪽 지역(상봉리, 중화리, 묵동리, 망우리, 신내리)이 서울특별시에 편입[1]되었다.
- 1973년 7월 1일 : 구리면이 구리읍으로 승격하였다.[2]
- 1980년 4월 1일 : 양주군에서 분리·신설된 남양주군에 속하였다.[3]
- 1986년 1월 1일 : 구리읍이 구리시로 승격하여 남양주군에서 분리되었다.[4]
- 2024년 8월 10일 : 별내선이 개통되었다.

### 고대
삼한시대에는 마한의 고리국(古離國) 또는 모수국(牟水國)으로 비정된다. 이병도는 진접읍 일대의 고구려대 지명인 골의노현(骨衣奴縣) 중 "골의"가 "고리"와 발음이 유사함과 광개토대왕릉비의 정벌한 백제의 성 목록에 아단성 다음에 위치한 점을 들어 고리국으로, 천관우는 양주지역의 고구려대 지명인 매성현(買省縣) 중 "매성"이 "모수"와 발음이 유사함을 들어 모수국으로 비정하였다.

### 삼국 시대
286년에 구리시는 백제의 영토로, 고구려와의 최전선 국경 지역이자 수도의 방위를 위해 아차산성을 축조하였다. 광개토대왕릉비에서는 영락(永樂) 6년(396년)에 백잔(百殘)을 공격해 아단성 및 고리성을 수취하였다는 기록이 있어, 이때 고구려의 땅에 포함되었다는 사실을 알 수 있다.
또한 475년 이전에 구리 및 광진구 등 아차성 부근은 이미 백제의 땅이 되었으며 475년에 장수왕에 의해 구리시는 고구려에 복속되었다. 아차산성의 마당바위 밑에는 급조된 무덤 유구가 있는데, 이때 사망한 개로왕의 무덤으로 추정하기도 한다. 고구려는 진접읍 일대의 땅을 한산주(漢山州) 북한산군(北漢山郡) 골의노현(骨衣奴縣)으로 명명하였는데, 구리시 일대도 이에 속했다고 추정한다.
이후 평원왕 승하년인 590년에 아차산성 부근에 신라군이 주둔하였음을 토대로 신라 진흥왕 14년(553)의 한강 하류 지역 공격 때에 구리 지역의 소유권이 신라로 넘어갔다고 간주한다. 그 후에 신라와 고구려가 이 지역에서 자주 충돌하다가, 장한성 부근에서 고구려군을 격퇴하였다는 기록이 고려사에 있는데, 이 장한성을 아차산으로 비정하기도 한다. 이때 신라의 영토로 굳어진 시기를 신라의 북한산주(北漢山州)가 세워진 신라 진평왕 26년(604)으로 간주한다. 따라서 이 이전까지 구리시 부근은 신라 신주(新州)에 속하였다.
이후 경덕왕은 재위 16년(757)에 고구려의 골의노현을 황양현(荒壤縣)으로 개명하였다. 아차산의 발굴 조사 결과 "北漢受國蟹口船"라는 명문이 새겨진 6세기 후반~9세기 중반의 신라 토기가 발굴되었다.

### 고려
삼국사기 궁예전에 처음으로 양주와 견주의 기록이 나오고, 고려사에는 견훤에게 양주를 하사한 기록이 등장한다. 이후 고려의 사료에서 구리 지역에 대한 기록이 따로 등장하지 않는다.

### 조선

《구한말 한반도 지형도 (1895)》에 나타난 구리시

조선 시대에는 양주군 검암산 일대에 동구릉이 조성된다. 그 시작은 건원릉으로, 태종 8년인 1408년에 참찬의정부사(參贊議政府事) 김인귀가 자신의 집 근처에 있는 검암산을 하륜에게 추천한 것이 받아들여져 건원릉이 현재의 위치에 조성된다. 이후 조선 성종 때인 1530년에 작성된 《신증동국여지승람》에서 구지(龜旨)와 망우리(忘憂里)가 처음으로 등장한다. 이 구지의 어원에는 한강과 왕숙천이 맞대고 있는 뾰족한 형상이 곶과 같다고 하여 '곶이'라 불렸는데, 이후 고지에서 구지로 변하였다는 해석이 존재한다.

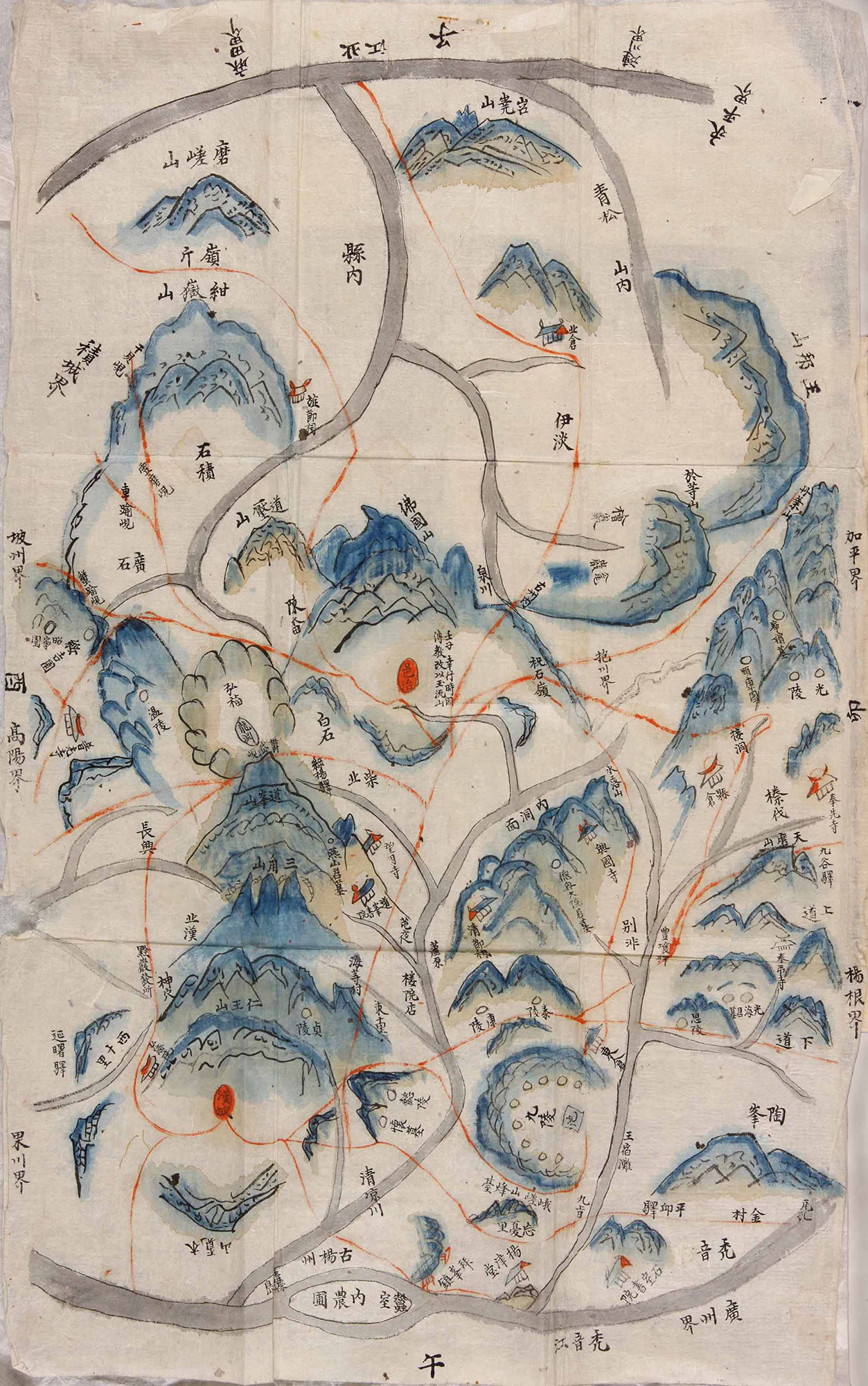
〈양주군읍지〉에 그려진 양주군의 모습. 하단에 현 구리시 지역의 모습이 보인다.

임진왜란 당시에는 고언백이 동구릉이 위치한 검암산에 2개 보루를 설치하여 일본군을 물리쳤다.
규장각 출판의 《호구총수戶口總數》에서는 18세기 중반 양주목 소속의 34개 면과 140개 리를 볼 수 있는데, 이때 구지면에 일패리(一牌里), 창리(倉里), 이·삼·사패리(二·三四牌里)가 존재함을 확인할 수 있다. 《여지도서》를 통해 당시 구지면에 488호 1,558구가 거주하였음을 알 수 있다.
승정원일기 숙종 28년(1701) 1월 11일 기록에서는 희빈 장씨의 묘소를 정하기 위한 계에서 인장리(仁章里)가 처음으로 등장한다. 같은 장소가 숙종 26년(1700) 이전에는 인장리(茵匠里)로, 영조대의 기록에도 인장리계(茵匠里契)로 묘사되었다. 순조 11년(1811) 5월 9일 기록에서는 망우현을 지나 인장리(人長里)를 거쳐 동창(東倉)에 이른다는 표현이 나타난다.
고종 3년(1866) 9월 4일 기록에서는 동창리(東倉里)와 사노리(四老里)의 존재를 확인할 수 있다. 같은 지역이 고종 36년(1899) 4월 7일 기록에서는 사노리(沙老里)로 표기된다. 고종 11년(1874) 2월 11일 기록에서 구지면에 세교리(細橋里)의 존재를 볼 수 있고, 13년(1876) 5월 6일 기록에서는 대교리(大橋里)의 지명을 확인할 수 있다. 1871년 간행된 경기읍지의 지도에서 구지면(九旨面)의 표기를 처음 확인할 수 있고, 고종 28년(1891) 5월 8일 승정원일기에서 역시 구지면(九旨面)의 표기를 확인할 수 있다. 따라서 조선 전기에는 구지(龜旨)였던 지명이 최소 1871년부터 구지(九旨)와 혼용되기 시작한 것을 확인할 수 있다.
《구한말 한반도 지형도 (1895)》에서는 벌리(伐里)와 토막리(土幕里)의 존재가 나타난다. 이 벌리를 벌판의 가차로 해석하여 평촌리(坪村里)의 기원으로 본다. 1908년 1월 29일에 김규식이 이끄는 13도 연합의병진이 일본군과 전투한 기록에서 수택리를 확인할 수 있다.

### 일제강점기

구리시의 일제시대 지도
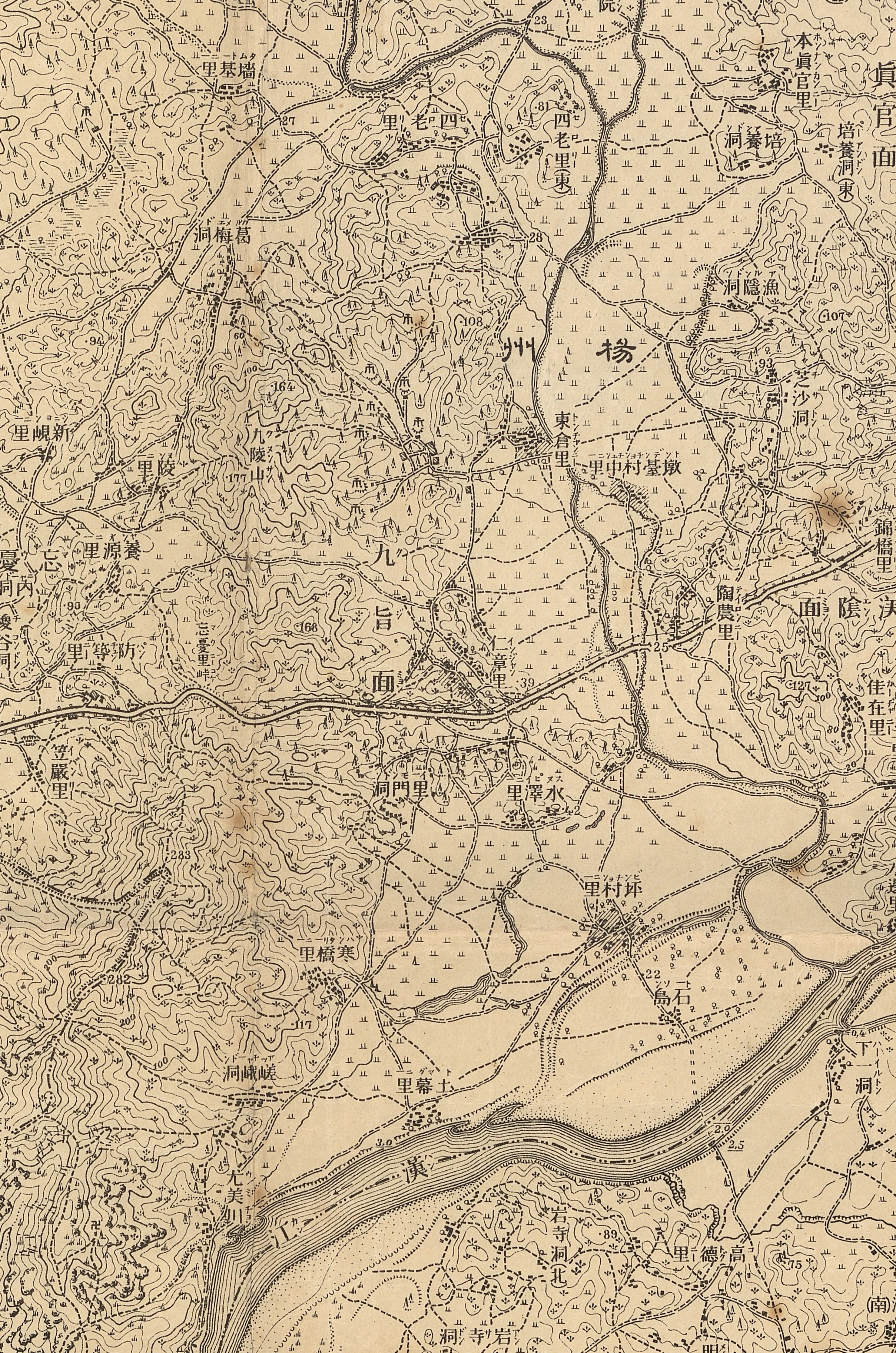
1910년
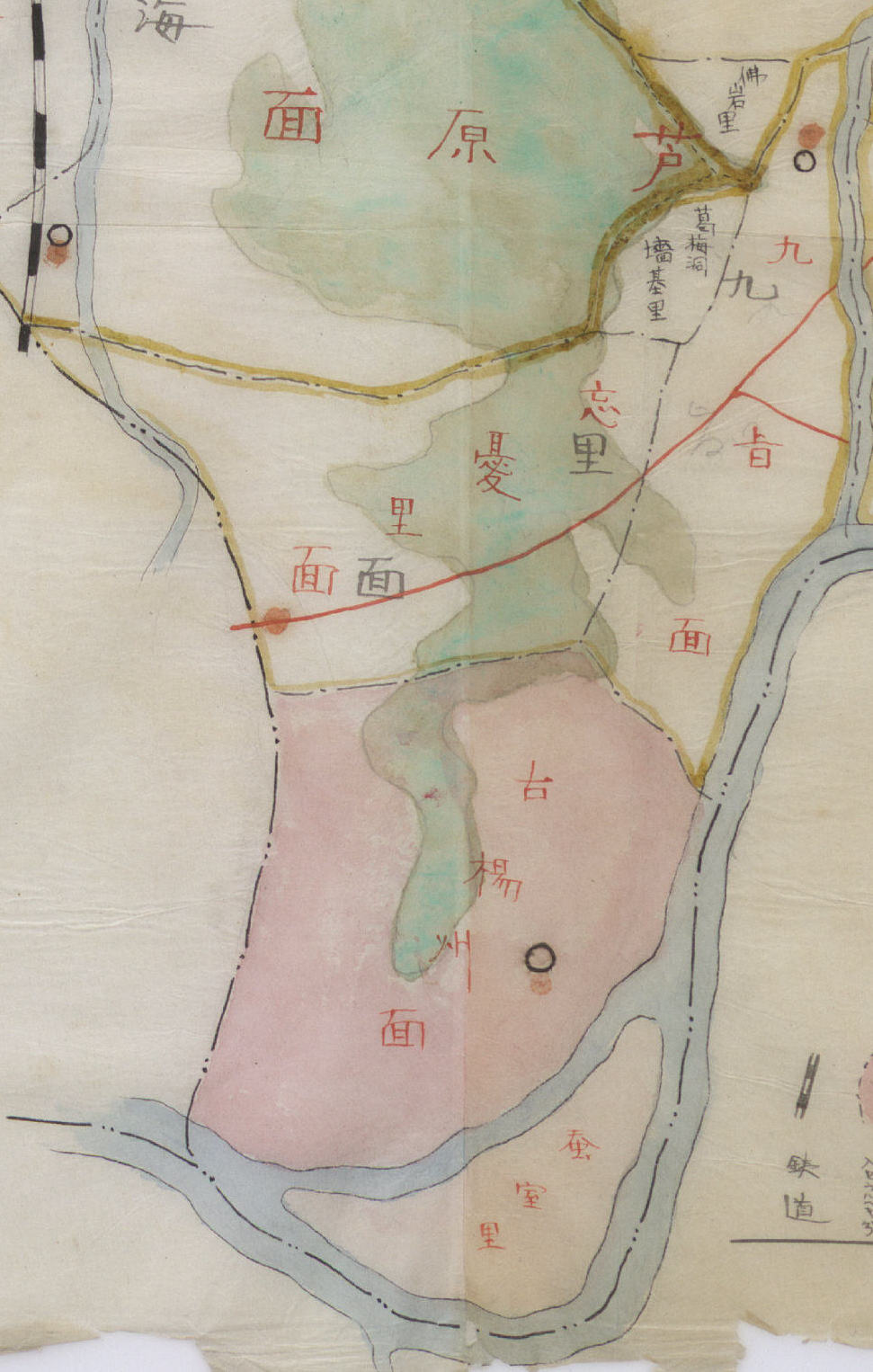
1914년
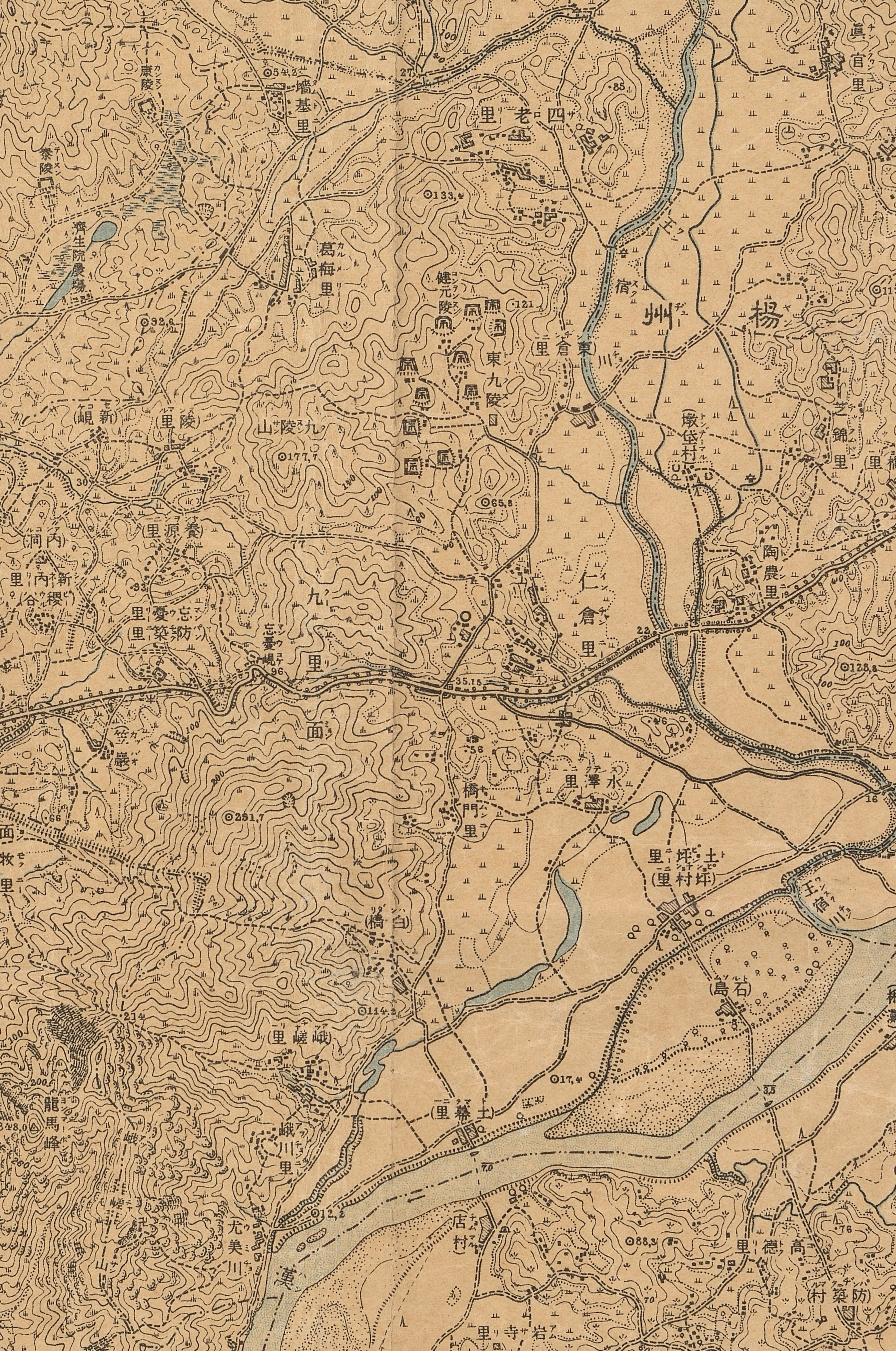
1915년
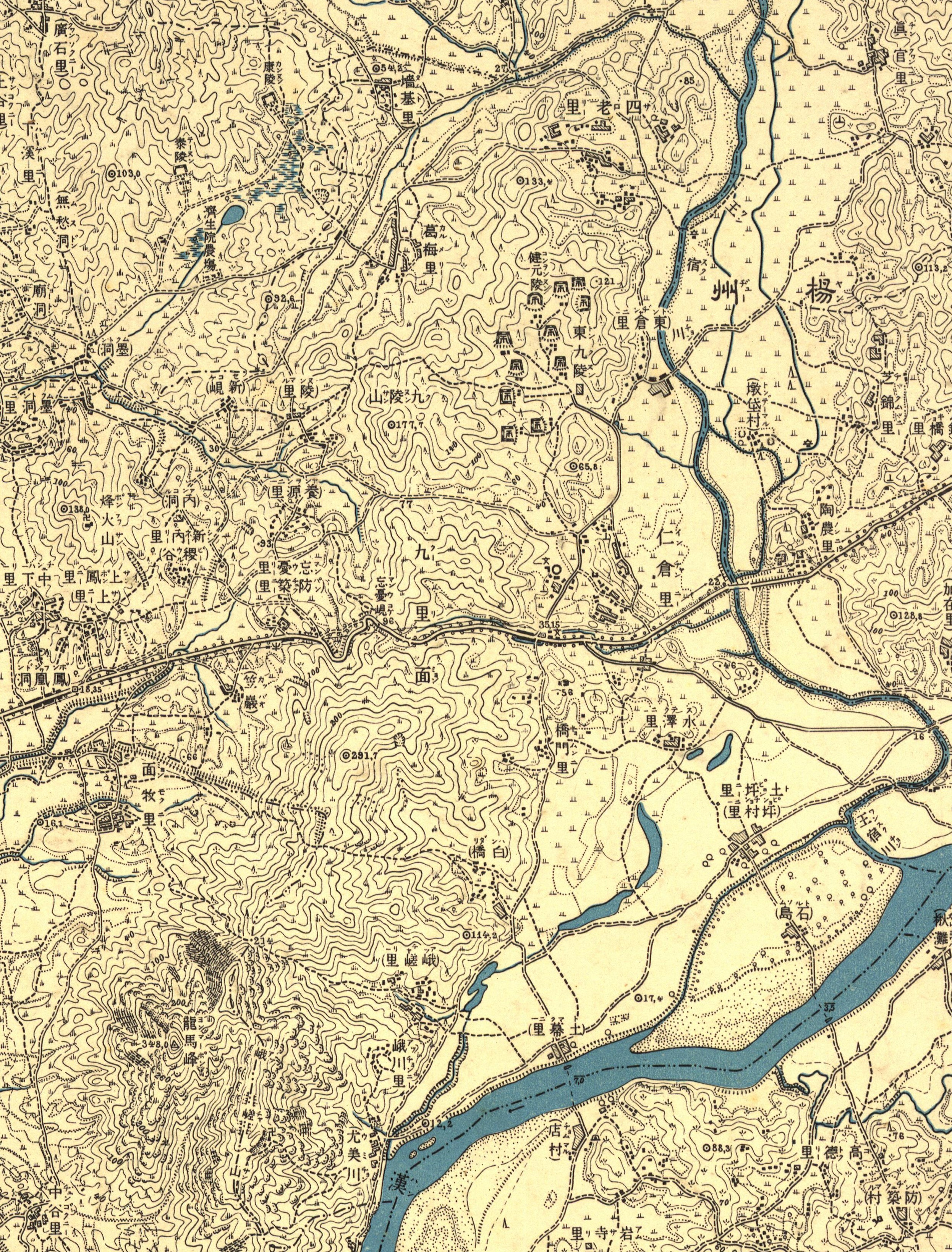
1926년

| 부군면 통폐합 | 부군면 통폐합   | 부군면 통폐합   | 부군면 통폐합   | 부군면 통폐합   | 부군면 통폐합   | 부군면 통폐합   | 부군면 통폐합   | 부군면 통폐합   | 부군면 통폐합   | 부군면 통폐합   | 부군면 통폐합   | 부군면 통폐합   | 부군면 통폐합   | 부군면 통폐합   | 부군면 통폐합       |
| ------------- | --------------- | --------------- | --------------- | --------------- | --------------- | --------------- | --------------- | --------------- | --------------- | --------------- | --------------- | --------------- | --------------- | --------------- | ------------------- |
| 1912년        | 장기리 (墻基里) | 갈매동 (葛梅洞) | 사노리 (四老里) | 인장리 (仁章里) | 동창리 (東倉里) | 백교리 (白橋里) | 이문리 (里門里) | 수택리 (水澤里) | 수변리 (水邊里) | 평촌리 (坪村里) | 평촌리 (坪村里) | 토막리 (土幕里) | 석도리 (石島里) | 아차동 (峨嵯洞) | 우미천리 (牛尾川里) |
| 1914년        | 갈매리 (葛梅里) | 갈매리 (葛梅里) | 사노리 (四老里) | 인창리(仁倉里)  | 인창리(仁倉里)  | 교문리(橋門里)  | 교문리(橋門里)  | 수택리 (水澤里) | 수택리 (水澤里) | 수택리 (水澤里) | 토평리(土坪里)  | 토평리(土坪里)  | 토평리(土坪里)  | 아천리(峨川里)  | 아천리(峨川里)      |

조선총독부는 조선에 작은 마을(里)이 불필요하게 많으며, 도시와 농촌을 행정적으로 분리하고자 하는 이유에서 1914년에 부군면 통폐합을 실시한다. 《구한국지방행정구역명칭일람 (1912)》에는 양주군에 편제된 32개면이 나오는데, 그 중 구지면은 사노리, 동창리, 인장리, 백교리, 이문리, 수택리, 평촌리, 토막리, 아차동, 우미천리의 10개 리로 구성되어있음을 볼 수 있다. 그 후 일제강점기 초기인 1914년 조선총독부의 대대적인 전국 행정구역 개편으로 구지면(九旨面, 현 구리시)과 옆 망우리면(忘憂里面, 구한말에 한성부 성저십리로 편입된 면목동을 제외한 현 중랑구 지역)을 통폐합해 구리면(九里面)이 설치되었다. 《신구대조조선전도부군면리동명칭일람》에서는 이 때 지명의 변화를 볼 수 있는데, 인장리와 동창리를 합쳐 인창리를, 토막리와 평촌리, 그리고 미음면의 석도리를 합쳐 토평리를, 수택리와 평촌리를 합쳐 수택리를, 백교리와 이문리를 합쳐 교문리를, 아차동과 우미천리를 합쳐 아천리를, 노원면 장기리와 갈매동을 합쳐 갈매리를 만들었으며, 망우리면 관할지역이었던 묵동리, 중하리, 상봉리, 신내리, 망우리를 구리면으로 편입하였다.
따라서 구지면과 망우리면이 하나로 합쳐졌는데, 이 둘은 아차산을 기준으로 좌우로 나뉘어 지리적으로 단절된 형상을 띠었다. 구리면 신설 당시 면사무소는 과거 구지면사무소가 있던 사노동으로 비정되었었는데, 이후 실제 면 폐합을 거친 후에는 경춘로의 신설에 따라 인창리에 면사무소가 세워진다. 당시의 면사무소는 해방 이후에 개축되어 계속 사용되다가 6.25전쟁으로 파괴되고, 1955년에 다시 지어진다.

#### 3·1 운동
1919년에 3·1 운동이 일어나면서 구리면에서도 일제에 대항하는 만세 시위가 일어났다. 이미 3월 12일에는 뚝섬에서 학생들의 시위가 일어난 적이 있었다. 3월 13일에는 평내리에서 일제가 지방의 항일 운동을 가라앉히려고 보낸 공문을 읽어주기 위해 면민을 소집했다가, 구장인 이승익의 주도로 만세 운동이 일어났다. 또한 3월 14일에는 와부면에서 300명가량이 모여 항일 운동할 기미가 보이자 경찰이 해산시킨 적이 있었으며, 15일에는 조안면 송촌리에서 시위대가 출발해 덕소까지 행진한 적이 있었다.
이후 3월 23일에는 청량리, 용두리, 안암리에서 약 400명이 만세 운동을 벌인다. 그보다 4일 뒤인 27일에는 동쪽인 망우리에서 만세 시위가 일어나 250명이 참여하면서 시위가 본격적으로 구리면에 확대된다. 28일에는 아천리에서 구리면 서기인 이강덕과 시민 심점봉의 주도로 시위가 일어난다. 시위대는 오후 5시에 아천리를 출발하여 교문리, 토평리까지 행진을 이어갔다. 시위는 다음 날인 3월 29일까지 이어졌는데, 이날에는 아차산에 올라 태극기를 흔들며 조선 독립 만세를 외쳤다. 이 둘은 체포되어 1919년 5월 2일 징역 1년 6개월형을 받았다.
만세 운동은 3월 30일에 망우리에서 100명이 모인 뒤로 더 이상 벌어지지 않았다.

### 현대
조선반도는 8.15 광복을 통해 독립한다. 독립 이후 기존의 친일파들은 매국노라 불리며 피하기 바빴는데, 최린은 사노리에 몸을 숨긴다. 또 공산주의자들의 활동도 두드러진다. 당시 남조선로동당 양주군당위원장은 구리면 상봉리 사람 이희원(李喜源)이 맡는다. 이들은 5.10 단독총선거 반대 운동을 펼친다.
구리면은 해방 이후에도 일제 시대에 결정된 행정구역을 그대로 따랐다. 이후 6.25 전쟁이 발발하자 구리면 지역도 전쟁의 포화를 겪게 된다. 구리는 제1차 서울 전투 즈음하여 점령되고, 구리시 남성들은 양서면과 조안면을 이어주는 양수리다리와 퇴계원의 다리 복구 작업에 징발되고, 여성들은 식사를 제공하는 데 동원되었다.
1950년 9월 15일의 인천 상륙 작전에 이어 한미 연합군은 25일에 한강을 따라 마포, 한남동을 재점령, 살곶이다리와 한양대학교 부지까지 진격한다. 다음날인 26일에는 아차산맥을 따라 육군 제17연대 1, 3대대가 북진하여 당일 용마봉까지 점령, 망우리고개를 장악하고 경춘가도를 차단한다. 이후 3일 동안 아차산과 왕숙천 사이의 현 구리시 지역에 대한 탈환 작전이 진행된다. 미국 해병대는 한강을 도하하여 전투에 참여하였고, 그 결과 북한군은 팔당리와 마석우리까지 후퇴한다. 당시 전쟁의 흔적은 건원릉 정자각 기단에서 확인할 수 있다.
또 전쟁으로 인해 당시 구리면사무소가 파괴된다. 이에 따라 구리시는 임시로 아차산 영서 망우리에 있는 개인주택에서 행정 업무를 이어갔으나, 이에 대해 영서와 영동지역 주민들의 갈등이 발생한다. 이에 영동에서는 파괴된 구 면사무소를 수리하고, 영서에서도 새로 면사무소 건물을 신축하였는데, 결국 1955년 8월 10일에 영동의 기존 구리면사무소를 수리하고 영서의 신축 면사무소는 출장소의 입지를 인정함으로써 문제가 해결된다.
이처럼 아차산을 중심으로 그 서편과 동편은 지리적 단절이 존재했는데, 1963년에 서편의 상봉, 망우, 신내 등 지역이 동대문구에 편입되어 현재의 중랑구를 이룬다. 이어 1973년에는 양주군 구리읍으로 승격하고, 1980년에는 양주군에서 남양주군이 분리되자 남양주군에 속하여 남양주군 구리읍이 된다. 그리고 1986년에 비로소 현재처럼 하나의 독립된 시가 된다. 시 승격 이후 시청사는 기존의 읍사무소 뒤에 가건물을 지어 운영하다가, 1995년 12월 19일에 새 청사를 완공하여 입주한다.
시 승격과 그린벨트 해제에 따른 택지 개발로 인해 인구도 꾸준히 증가한다. 이에 따라 1995년에는 교문동을 교문1, 2동으로, 1996년에는 수평동을 수택 2, 3동으로 분동한다. 1990년대 중반에는 인창동에서, 후반에는 토평동에서 택지 개발이 이어지고 논밭이 아파트 단지로 바뀐다.

## 지리
북위 37˚33′10″~37˚39′50″, 동경 127˚06′05″~127˚10′25″에 놓여있으며, 경기 중부로 분류한다.
서북부에는 광주산맥의 줄기가 있다. 서쪽에는 북한산, 도봉산처럼 낮은 산들로 이루어져있고, 동쪽에는 왕숙천, 남쪽에는 한강이 인접 행정 구역과 경계를 만들고 있다. 하천은 모두 17개로 총연장은 23 km이다.

### 하천
| 하천     | 하천   | 하천       | 하천     | 하천             |
| 종류     | 수계명 | 하천명     | 연장(km) | 동별             |
| -------- | ------ | ---------- | -------- | ---------------- |
| 국가하천 |        | 한 강      | 5.1      | 교문, 수택동     |
| 지방하천 |        | 불암천     | 0.9      | 갈매동           |
| 지방하천 |        | 갈매천     | 1.5      | 갈매동           |
| 지방하천 |        | 용암천     | 2.2      | 동구동           |
| 지방하천 |        | 왕숙천     | 7.4      | 동구,인창,수택동 |
| 소하천   | 한 강  | 유입수로   | 1.66     | 아천동           |
| 소하천   | 왕숙천 | 갈매3천    | 1.302    | 갈매동           |
| 소하천   | 왕숙천 | 내동1천    | 1.35     | 사노동           |
| 소하천   | 왕숙천 | 내동2천    | 1.45     | 사노동           |
| 소하천   | 왕숙천 | 내동3천    | 0.98     | 사노동           |
| 소하천   | 왕숙천 | 언제말개울 | 0.68     | 사노동           |
| 소하천   | 왕숙천 | 동구천     | 1.2      | 인창동           |
| 소하천   | 왕숙천 | 안말개울   | 0.684    | 교문동           |
| 소하천   | 왕숙천 | 안말1개울  | 1.263    | 교문동           |
| 소하천   | 한 강  | 이문안천   | 0.16     | 교문동           |
| 소하천   | 한 강  | 샛다리개울 | 0.7      | 교문동           |
| 소하천   | 한 강  | 백교천     | 1.3      | 교문동           |
| 소하천   | 한 강  | 아치울천   | 1.812    | 아천동           |
| 소하천   | 한 강  | 우미천     | 1.25     | 아천동           |

이 외에도 장자못이 존재하는데 장자못 공원으로 개발되었다.

### 기후
1924년부터 1992년까지 약 10여년간 11.7°C이다. 경기지역보다 높다. 1월이 제일 추운 -4.1°C이며 8월이 제일 더운 25.9°C이다. 대체적으로 볼 때 구리시는 냉대 동계 소우 기후로, 온대 하우 기후에 근접해 있는 냉대 기후권에 속한다.

## 행정 구역

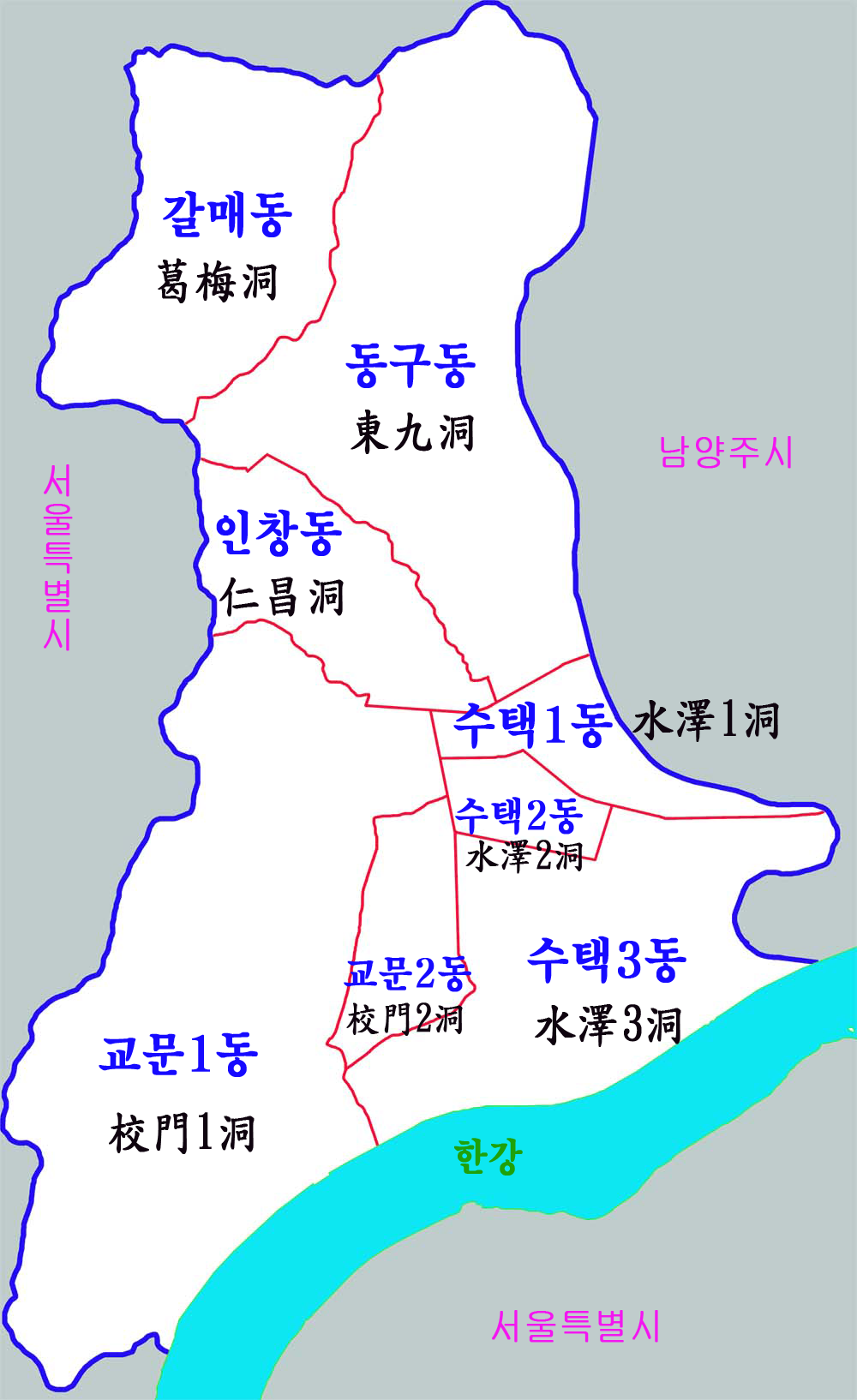
구리시 행정구역

구리시의 행정 구역은 8동 288통으로 나뉘며, 면적은 경기도의 0.31%에 해당하는 33.31 km2로 남양주시 진건읍, 충남 홍성읍의 면적과 비슷하다. 대한민국의 시, 군 중 면적이 가장 좁다. 인구는 2016년 12월 말 주민등록 기준으로 19만3763 명, 7만4499 가구이다.
| 행정동  | 한자    | 면적 (km2) | 인구    | 세대   |
| ------- | ------- | ---------- | ------- | ------ |
| 갈매동  | 葛梅洞  | 3.95       | 23,419  | 8,812  |
| 동구동  | 東九洞  | 7.32       | 40,389  | 13,760 |
| 인창동  | 仁倉洞  | 2.10       | 24,641  | 8,988  |
| 교문1동 | 橋門1洞 | 7.55       | 17,510  | 8,129  |
| 교문2동 | 橋門2洞 | 1.15       | 24,224  | 8,072  |
| 수택1동 | 水澤1洞 | 1.26       | 22,523  | 10,042 |
| 수택2동 | 水澤2洞 | 0.62       | 26,404  | 11,009 |
| 수택3동 | 水澤3洞 | 9.34       | 23,758  | 9,228  |
| 구리시  | 九里市  | 33.31      | 193,763 | 74,499 |

 * 인구·세대는 2016년 12월 31일 기준, 면적은 2012년 12월 31일 기준
구리시에서 가장 인구가 많은 동은 동구동이고, 서울특별시와 남양주시 별내동 사이에 위치한 갈매동이 공공택지지구로 개발되어 2016년 6월부터 해당 동의 인구가 빠르게 증가하고 있다.

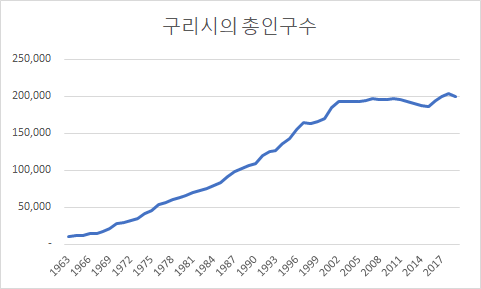
구리시의 총인구수

구리시의 인구추이
| 시점 | 총인구수 (명) | 남자인구수 (명) | 여자인구수 (명) | 인구증가율 | 비고              |
| ---- | ------------- | --------------- | --------------- | ---------- | ----------------- |
| 1963 | 10,595        | 5,354           | 5,241           | 4.5%       |                   |
| 1964 | 11,765        | 6,000           | 5,765           | 11.0%      |                   |
| 1965 | 11,559        | 5,904           | 5,655           | -1.8%      |                   |
| 1966 | 14,218        | 7,309           | 6,909           | 23.0%      |                   |
| 1967 | 14,035        | 7,233           | 6,802           | -1.3%      |                   |
| 1968 | 17,637        | 9,033           | 8,604           | 25.7%      |                   |
| 1969 | 21,411        | 11,009          | 10,402          | 21.4%      |                   |
| 1970 | 28,069        | 14,327          | 13,742          | 31.1%      |                   |
| 1971 | 30,092        | 15,127          | 14,965          | 7.2%       |                   |
| 1972 | 32,161        | 16,385          | 15,776          | 6.9%       |                   |
| 1973 | 34,983        | 17,737          | 17,246          | 8.8%       | 읍으로 승격       |
| 1974 | 41,617        | 20,906          | 20,711          | 19.0%      |                   |
| 1975 | 45,364        | 23,134          | 22,230          | 9.0%       |                   |
| 1976 | 53,573        | 27,232          | 26,341          | 18.1%      |                   |
| 1977 | 56,717        | 29,042          | 27,675          | 5.9%       |                   |
| 1978 | 60,391        | 30,763          | 29,628          | 6.5%       |                   |
| 1979 | 63,730        | 32,404          | 31,326          | 5.5%       |                   |
| 1980 | 66,541        | 34,154          | 32,387          | 4.4%       | 남양주군으로 분군 |
| 1981 | 70,130        | 35,817          | 34,313          | 5.4%       |                   |
| 1982 | 72,706        | 37,012          | 35,694          | 3.7%       |                   |
| 1983 | 75,320        | 38,730          | 36,590          | 3.6%       |                   |
| 1984 | 79,195        | 40,070          | 39,125          | 5.1%       |                   |
| 1985 | 84,015        | 42,280          | 41,735          | 6.1%       |                   |
| 1986 | 92,069        | 46,254          | 45,815          | 9.6%       | 시로 승격         |
| 1987 | 98,411        | 49,606          | 48,805          | 6.9%       |                   |
| 1988 | 102,464       | 51,859          | 50,605          | 4.1%       |                   |
| 1989 | 106,831       | 53,873          | 52,958          | 4.3%       |                   |
| 1990 | 109,418       | 54,982          | 54,436          | 2.4%       |                   |
| 1991 | 119,434       | 60,385          | 59,049          | 9.2%       |                   |
| 1992 | 124,770       | 63,313          | 61,457          | 4.5%       |                   |
| 1993 | 126,996       | 64,494          | 62,502          | 1.8%       |                   |
| 1994 | 136,794       | 69,536          | 67,258          | 7.7%       |                   |
| 1995 | 143,177       | 72,788          | 70,389          | 4.7%       |                   |
| 1996 | 155,429       | 78,793          | 76,636          | 8.6%       |                   |
| 1997 | 164,150       | 82,951          | 81,199          | 5.6%       |                   |
| 1998 | 163,758       | 82,446          | 81,312          | -0.2%      |                   |
| 1999 | 166,232       | 83,473          | 82,759          | 1.5%       |                   |
| 2000 | 169,417       | 85,170          | 84,247          | 1.9%       |                   |
| 2001 | 184,816       | 92,772          | 92,044          | 9.1%       |                   |
| 2002 | 193,214       | 96,701          | 96,513          | 4.5%       |                   |
| 2003 | 192,947       | 96,374          | 96,573          | -0.1%      |                   |
| 2004 | 193,438       | 96,486          | 96,952          | 0.3%       |                   |
| 2005 | 192,548       | 96,174          | 96,374          | -0.5%      |                   |
| 2006 | 193,847       | 96,882          | 96,965          | 0.7%       |                   |
| 2007 | 196,800       | 98,272          | 98,528          | 1.5%       |                   |
| 2008 | 195,874       | 97,644          | 98,230          | -0.5%      |                   |
| 2009 | 195,593       | 97,435          | 98,158          | -0.1%      |                   |
| 2010 | 196,398       | 97,951          | 98,447          | 0.4%       |                   |
| 2011 | 194,881       | 97,313          | 97,568          | -0.8%      |                   |
| 2012 | 192,341       | 95,956          | 96,385          | -1.3%      |                   |
| 2013 | 189,680       | 94,679          | 95,001          | -1.4%      |                   |
| 2014 | 186,820       | 93,217          | 93,603          | -1.5%      |                   |
| 2015 | 186,721       | 93,096          | 93,625          | -0.1%      |                   |
| 2016 | 193,763       | 96,397          | 97,366          | 3.8%       |                   |
| 2017 | 200,042       | 99,390          | 100,652         | 3.2%       |                   |
| 2018 | 203,553       | 101,084         | 102,469         | 1.8%       |                   |
| 2019 | 199,265       | 98,968          | 100,297         | -2.1%      |                   |

## 역대 시장

### 조선시대
| 명단           | 재임기간  |
| -------------- | --------- |
| 박진영(朴鎭泳) | ~ 1914(?) |

### 일제강점기
조선총독부 직원록 자료를 참고했다.
| 대수  | 명단           | 재임기간              | 비고                                                                                               |
| ----- | -------------- | --------------------- | -------------------------------------------------------------------------------------------------- |
| 제1대 | 김규집(金奎輯) | 1915(?) ~ 1916        | 사로리에 경동야학교(景董夜學校) 설립                                                               |
| 제2대 | 박완식(朴完植) | 1917 ~ 1934           | 인창공립보통학교의 건축에 일만여원 기증 1914-1916 사로리 이장 구휼사업으로 목비 건립 망우학교 교장 |
| 제3대 | 심능유(沈能維) | 1935. 3. 17 ~ 1944(?) | 1923년부터 1933년까지 경부(警部)로 근무1941년에 청송성흔(靑松成欣)으로 개명                        |

### 정부수립 이후
구리시에서 발간한 《구리시지下 (1996)》을 참고했다.

#### 역대 구리면장
1952년 대한민국 지방선거 이전에는 김원배(金元培)와 안흥근(安興根)이 맡았다. 그러나 전시였기 때문에 한강 이북인 구리면은 당시 선거에서 제외되어 임명제로 면장이 결정되다가 1956년 직선제가 도입된다. 1958년 12월에 다시 임명제가 부활했다가 1960년 11월에 직선제로 다시 바뀐다.
| 대수  | 명단           | 재임기간                   | 비고 |
| ----- | -------------- | -------------------------- | ---- |
|       | 김원배(金元培) | ?                          |      |
|       | 안흥근(安興根) | 1949                       |      |
| 제1대 | 박영실(朴永實) | 1952 ~ 1954. 6. 25.        |      |
| 제2대 | 정준섭(鄭俊燮) | 1954. 7. 1 ~ 1956. 6. 26.  |      |
| 제3대 | 안순봉(安順奉) | 1956. 8. 15 ~ 1959. 8. 10. | 민선 |
| 제4대 | 정준섭(鄭俊燮) | 1959. 8. 12 ~ 1960. 7. 22. |      |
| 제5대 | 박장서(朴壯緒) | 1960. 7. 22 ~ 1961. 6. 22. | 민선 |
| 제6대 | 정성국(鄭成國) | 1961. 6. 30 ~ 1965. 3. 8.  |      |
| 제7대 | 김덕배(金悳培) | 1965. 4. 7 ~ 1968. 2. 29.  |      |
| 제8대 | 손인산(孫仁山) | 1968. 3. 1 ~ 1970. 4. 13.  |      |
| 제9대 | 황두종(黃斗鍾) | 1970. 4. 13 ~ 1973. 6. 20. |      |

#### 역대 구리읍장
| 대수  | 명단           | 재임기간                   | 비고 |
| ----- | -------------- | -------------------------- | ---- |
| 제1대 | 최광규(崔光奎) | 1973. 6. 21 ~ 1975. 6. 30. |      |
| 제2대 | 장태형(張台酒) | 1975. 7. 1 ~ 1977. 2. 21.  |      |
| 제3대 | 조제원(趙濟元) | 1977. 3. 1 ~ 1979. 5. 21.  |      |
| 제4대 | 최육남(崔六男) | 1979. 5. 21 ~ 1980. 7. 12. |      |
| 제5대 | 박창복(朴昌福) | 1980. 7. 12 ~ 1983. 6. 7.  |      |
| 제6대 | 이광열(李光烈) | 1983. 6. 11 ~ 1985. 12. 3. |      |

## 산업

### 지역내 총생산
구리시의 지역내 총생산은 6조 2670억원으로 경기도 지역내 총생산의 0.9%를 차지하고 있다. 이중 농립어업(1차 산업)은 13억원으로 0.02%의 낮은 비중을 차지하고 광업 및 제조업(2차 산업)은 5천50억으로 8.06%의 비중을, 상업 및 서비스업(3차 산업)은 5조 7617억원으로 91.92%의 높은 비중을 차지한다. 3차 산업 부문에서는 도소매업(13.8%), 보험업(11.1%), 건설업(10.95%), 공공행정(7.49%) 등이 큰 비중을 차지하고 있다.

### 산업별 종사자 현황
2014년 구리시 산업의 총종사자 수는 57,044명으로 경기도 총종사자 수의 1.3%를 차지하고 있다. 이중 농림어업(1차 산업)은 1명으로 비중이 낮고 광업 및 제조업(2차 산업)은 4,023명으로 7.1%의 비중으로 차지하고 상업 및 서비스업(3차 산업)은 53,020명으로 92.9%의 비중을 차지한다. 2차 산업은 경기도 전체의 비중(27.1%)보다 낮고 3차 산업은 경기도 전체 비중(72.9%)보다 높다. 3차 산업 부문에서는 도소매업(22.8%). 숙박 및 음식점업(13.6%)과 보건업 및 사회복지서비스업(9.0%), 교육서비스업(8.5%)이 큰 비중을 차지하고 있다.

### 상주인구와 주간인구
구리시의 2010년 기준 상주인구는 182,492명이고 주간인구는 162,292명으로 주간인구지수가 89로 낮다. 통근으로 인한 유입인구는 29,325명, 유출인구는 45,080명이고, 통학으로 인한 유입인구는 3,423명, 유출인구는 7,868명으로 전체적으로 유출인구가 20,200명 더 많은데, 이는 수도권에서 서울특별시와 가깝거나 교통이 편리한 지역에서 공통적으로 나타나는 현상이다.

## 문화

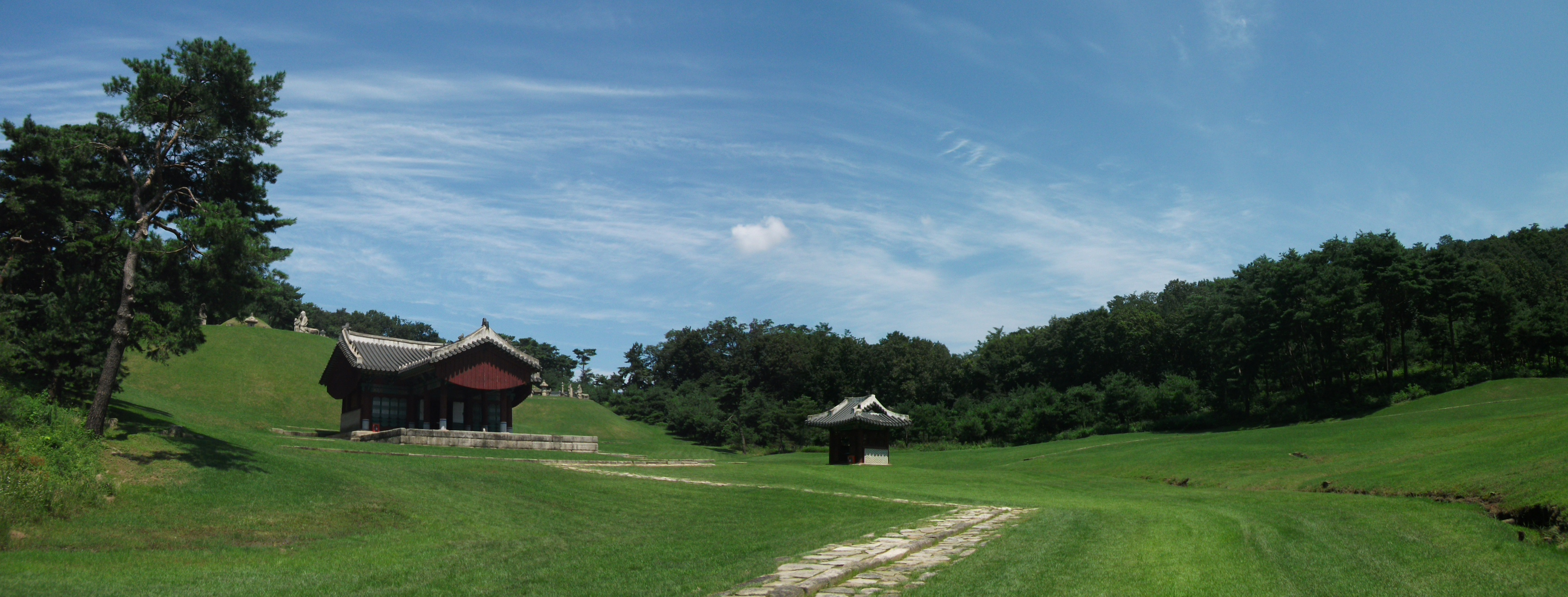
동구릉의 모습

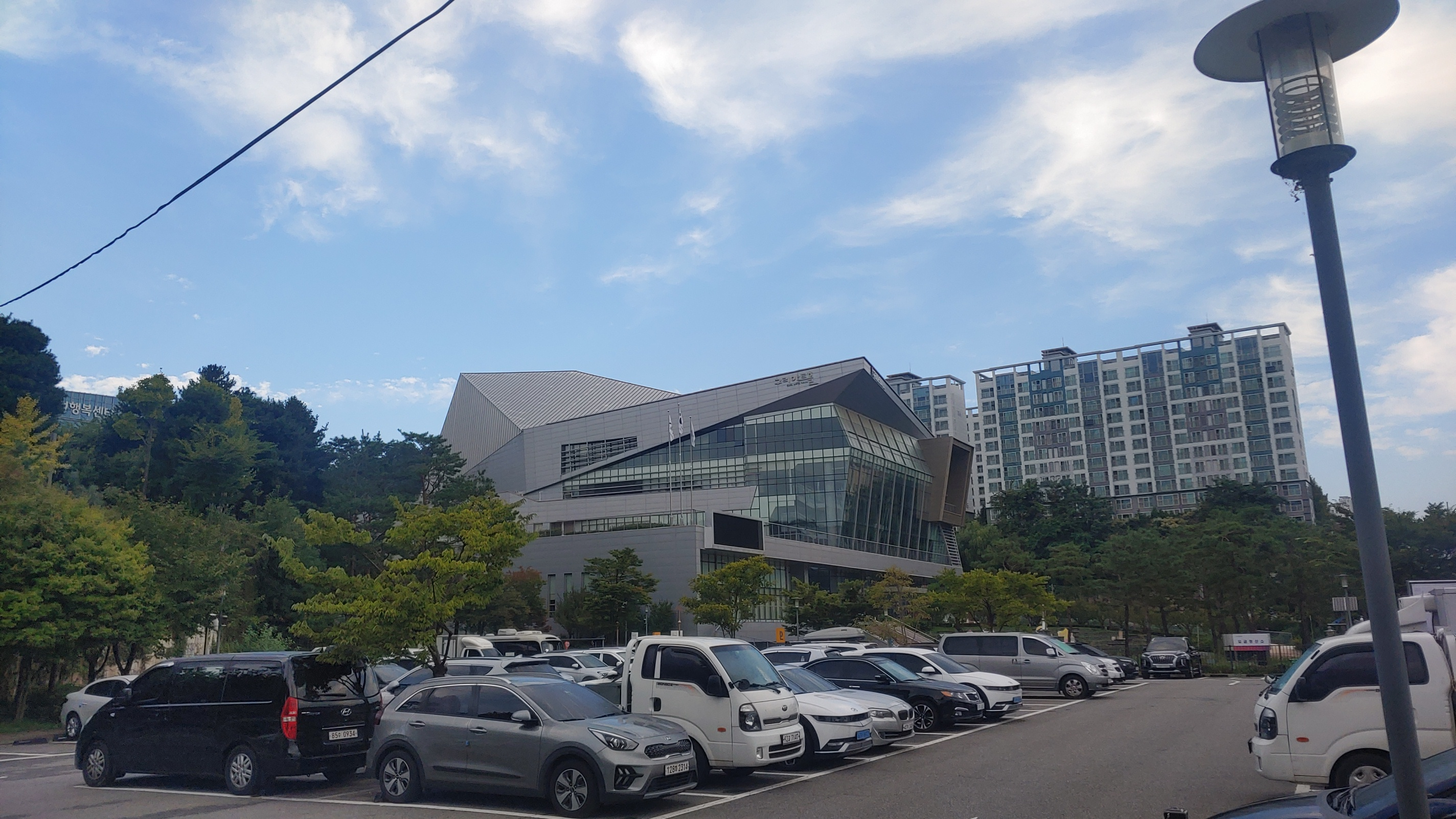
구리아트홀

### 동구릉
동구릉은 조선의 태조 이성계의 능인 건원릉을 비롯하여 왕과 왕비 17위의 유택이 마련돼 있는 곳으로‘서울의 동쪽에 아홉 개의 왕릉이 있다’하여 이름 붙여진 우리나라 최대 규모의 왕릉군이다. 동구릉에 있는 왕릉에는 다음과 같은 것들이 있다.
- 건원릉은 조선을 세운 태조의 능이다.
- 현릉은 조선 제5대 왕 문종과 왕비 현덕왕후 권씨의 능이다.
- 목릉은 조선 제14대 왕 선조와 첫 번째 왕비 의인왕후 박씨, 두 번째 왕비 인목왕후 김씨의 능이다.
- 휘릉은 조선 제16대 왕 인조의 두 번째 왕비 장렬왕후 조씨의 능이다.
- 숭릉은 조선 제18대 왕 현종과 왕비 명성왕후 김씨의 능이다.
- 혜릉은 조선 제20대 왕 경종의 첫 번째 왕비 단의왕후 심씨의 능이다.
- 원릉은 조선 제21대 왕 영조와 두 번째 왕비 정순왕후 김씨의 능이다.
- 경릉은 조선 제24대 왕 헌종성황제와 첫 번째 황후 효현성황후 김씨, 두 번째 황후 효정성황후 홍씨의 능이다.
- 수릉은 대한제국 추존황제 문조와 황후 신정익황후 조씨의 능이다. 문조는 순조의 맏아들이자, 헌종의 아버지이며, 신정왕후 조씨는 헌종의 어머니이다.

### 상징물
- 아차산

아차산은 해발 348m의 야트막한 산으로 일대에는 삼국시대에 조성된 것으로 보이는 보루 20여개가 있는데, 발굴조사 결과 고구려 군사유적으로서의 중요성이 인정되어 2004년에는 국가지정문화재로 지정되었다.
- 광개토대왕 동상

광개토대왕 동상은 고구려 광개토대왕을 기리기위해 만들어진 동상이다. 2002년 고구려 왕족 후손들의 DNA 유전자와 얼굴상을 바탕으로 경기도 구리시 교문동에 세웠으며 동상이 위치한 광장도 광개토대왕 광장이 되었다. 이 동상은 높이가 4.05m, 너비가 2.7m인 청동입상이다.
- 구리 광개토대왕비

동북공정에 대항해 건립이 추진되어 광개토대왕릉비 원본을 그대로 재현한 복제비이다. 높이 6.39m, 너비 1.35∼2m의 크기를 가지고 있다. 광개토대왕 동상 옆에 건립되었다.
- 구리타워

소각장의 굴뚝을 이용하여 전국 최초로 지상 100미터 높이에 전망대, 레스토랑을 설치하였으며, 부속시설로 실내수영장, 사우나, 축구장, 풋살 경기장 등이 있다.

### 전통 시장
- 돌다리 곱창골목거리

구리전통시장 인근에 위치한 곱창 골목은 1998년부터 청소년들이 즐겨먹는 곱창집이 들어서기 시작하여 지금은 50여개의 분식집이 밀집되어 먹거리 골목으로 자리잡았다.
- 농수산물도매시장

구리농수산물도매시장은 1997년 설립되었다. 편리한 교통과 주차장, 다양한 편의시설을 갖추고 있고, 2003년 수산2동(활어동)을 추가 개장하였으며 2011년 수산동 다목적 경매장을 신축하는 등 다양한 먹거리를 구비한 원스톱 쇼핑체제를 구축하였다.
- 구리아트홀

### 공원
- 구리한강시민공원

공원에 조성된 꽃단지에는 5월에 유채꽃과 9월에 코스모스꽃이 핀다.
- 장자호수공원

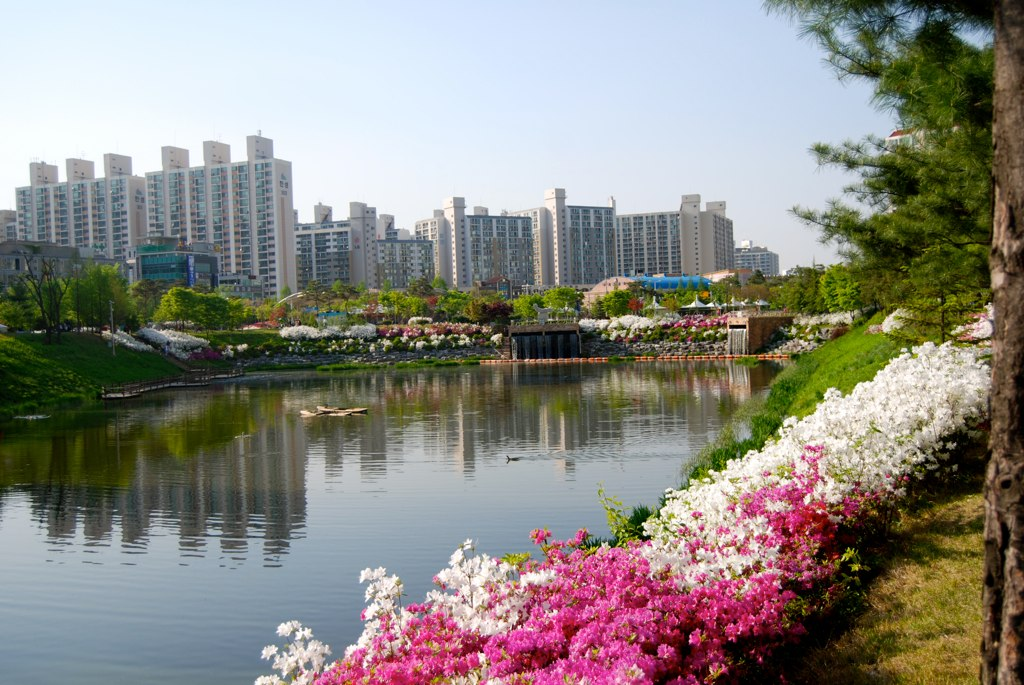
장자호수공원의 모습

토평지구 장자못의 수질을 개선하여 조성하였다. 생태공원 조성사업 추진으로 일부 공원이 확장되어 산책로와 자전거도로를 개선하였다. 장자호수공원은 도심 근린공원으로 산책로와 자전거도로, 생태체험관, 장미원, 잔디밭 등이 조성되어 있다. 외무대에서는 각종 음악회, 전시회 등이 주말에 열리고 주민휴식공간으로 널리 활용되고 있다. 약 3만 2천평의 면적에 3.6km의 산책로가 있다.
- 곤충생태관

다양한 나무, 꽃이 있으며, 나비류, 수서곤충류, 장수풍뎅이, 육상곤충류, 물고기, 수생식물, 식충식물 등이 전시되고 있다.
- 왕숙천체육공원
- 이문한호수공원

시청 맞은 편에 이문안호를 중심으로 산책로로 조정되어 있다.
- 백교저수지
- 구리챔피언스파크

### 축제
- 구리 유채꽃, 코스모스 축제 (봄, 가을)

### 박물관
- 고구려대장간마을

## 교육

### 과거

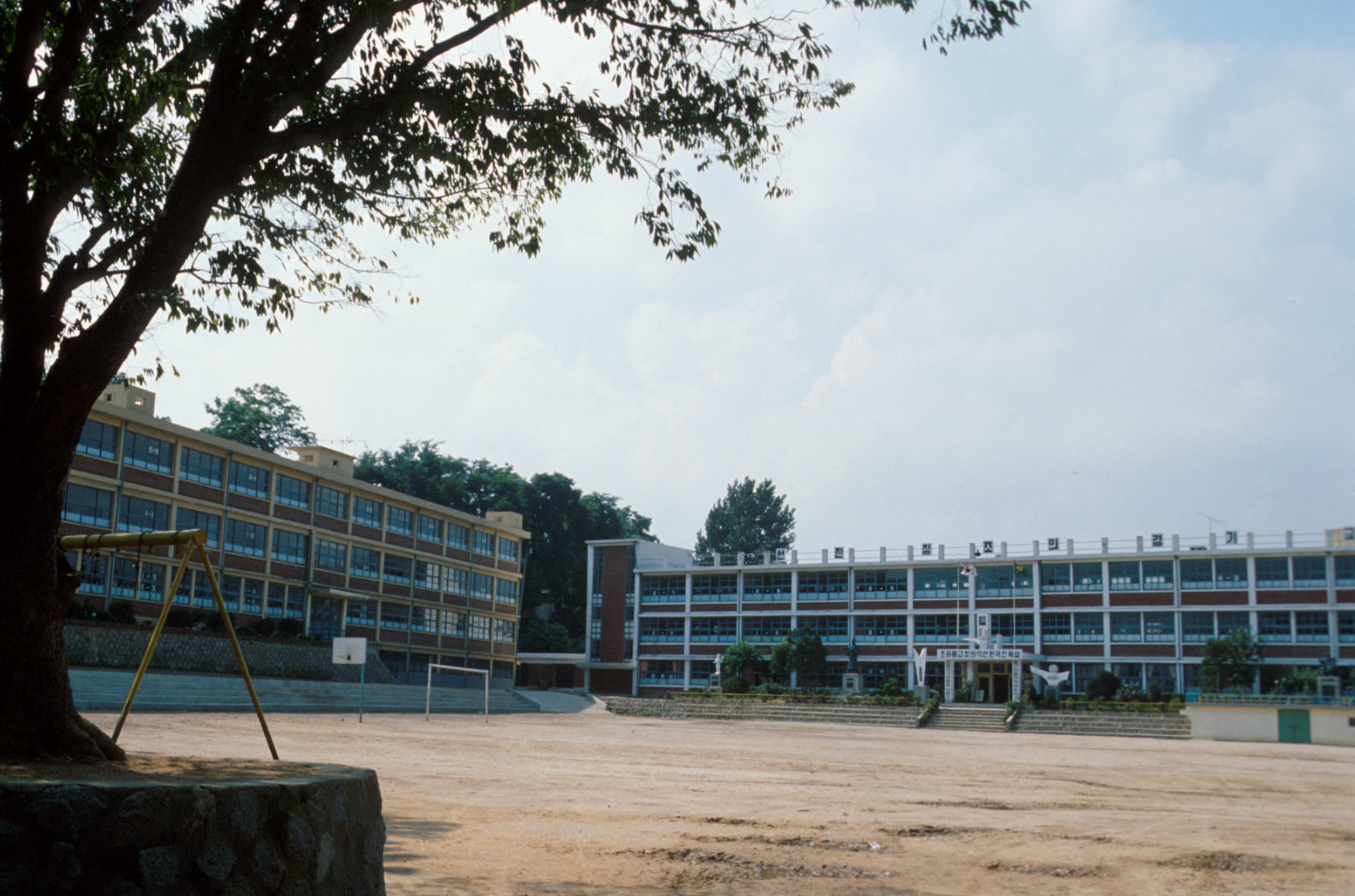
구리인창초등학교

구리에 처음으로 설립된 공립 교육기관은 구리공립심상소학교이다. 1915년 9월 28일에 구지면 방축리에 설립이 인가되었는데, 방축리는 이후 부군면통폐합을 거쳐 교문리로 병합된다. 곧이어 1920년 11월 25일에는 구리면 인창리에 인창공립보통학교의 설치가 인가된다. 이후 1927년에는 구리공립심상소학교에 고등과정이 추가되며 구리공립심상고등소학교로 개칭된다. 1941년에 법령의 개정으로 인해 구리심상고등소학교는 구리국민학교로 불리고, 해방됨에 따라 문을 닫아 인창국민학교의 제2교사로 사용하다가 한국전쟁 이후 해당 자리에 농협이 들어선다. 인창공립보통학교는 현재 인창초등학교라는 이름으로 남아있다. 갈매국민학교가 인창국민학교의 분교로 갈매동에 세워진다.
최초의 중등교육기관이 설립된 것은 1939년으로, 일본인이 세운 사립 상업학교인 성동상과학교가 현재 수택동 e편한세상 아파트 자리에 설립되어 해방까지 유지되었다. 성동상과학교에 오기 위해 전국 13도의 학생들이 몰려와 주변 이촌말 등에서는 세를 줌으로써 가계를 경영하는 경우가 있었다. 해방 이후에는 성동상과학교가 철수함에 따라 조양중학교(朝陽-)가 해당 자리인 수택리 505번지에 들어선다. 조양중학교는 기숙사를 갖추는 등 규모가 컸으나, 한국전쟁으로 인해 파괴되고 이후 재건되지 못한다.

### 현재
- 고등학교

|  | - 토평고등학교 - 인창고등학교 - 구리고등학교 | - 수택고등학교 - 갈매고등학교 | - 서울삼육고등학교 - 구리여자고등학교 |

- 중학교

|  | - 토평중학교 - 장자중학교 - 갈매중학교 | - 인창중학교 - 동구중학교 - 서울삼육중학교 | - 구리중학교 - 구리여자중학교 | - 교문중학교 |

- 초등학교

|  | - 장자초등학교 - 인창초등학교 - 수택초등학교 - 부양초등학교 | - 백문초등학교 - 동인초등학교 - 동구초등학교 - 도림초등학교 | - 내양초등학교 - 구지초등학교 - 구리초등학교 - 건원초등학교 | - 교문초등학교 - 갈매초등학교 - 토평초등학교 - 산마루초등학교 |

## 종교

### 불교
아차산에 범굴사가 있고 구리 아차산 삼층석탑이 불교 문화재다.

### 기독교
지금의 구리시 지역에 처음 교회가 세워진 것은 1939년 6월이다. 성공회 포교소 성바울회당聖保羅會堂이 토평리 438번지에 김현대金顯大를 담임자로 세워진 것을 볼 수 있으나, 1942년 9월에 철수한다. 해당 위치에는 현재 빌딩 두 채가 자리하고 있다.
이후 구리지역에 교회가 세워진 것은 1955년이다. 수택리에 신도 유경상의 주선으로 감신대에 재학중인 김후근 전도사가 총리원(현 감리회본부)의 지원을 받아 1955년 11월 수택리에 교문교회를 천막교회로 세우고, 이듬해 1956년 11월에 현재 위치로 이사한다. 4년 후인 1959년에는 수택동에 수택장로교회가, 1960년에는 교문동에 덕문교회가 설립된다. 1963년에는 수택장로교회와 덕문교회, 그리고 교문교회의 성도 일부가 모여 무소속의 중앙교회(현 구리중앙교회)를 세우고 회집은 수택장로교회에서 하기로 정한다. 이후 1965년에는 인창리에 동창교회가 설립된다.

### 기타
통일교 재단인 일화가 구리에 본거지를 두었으나 철수하였다.

## 교통

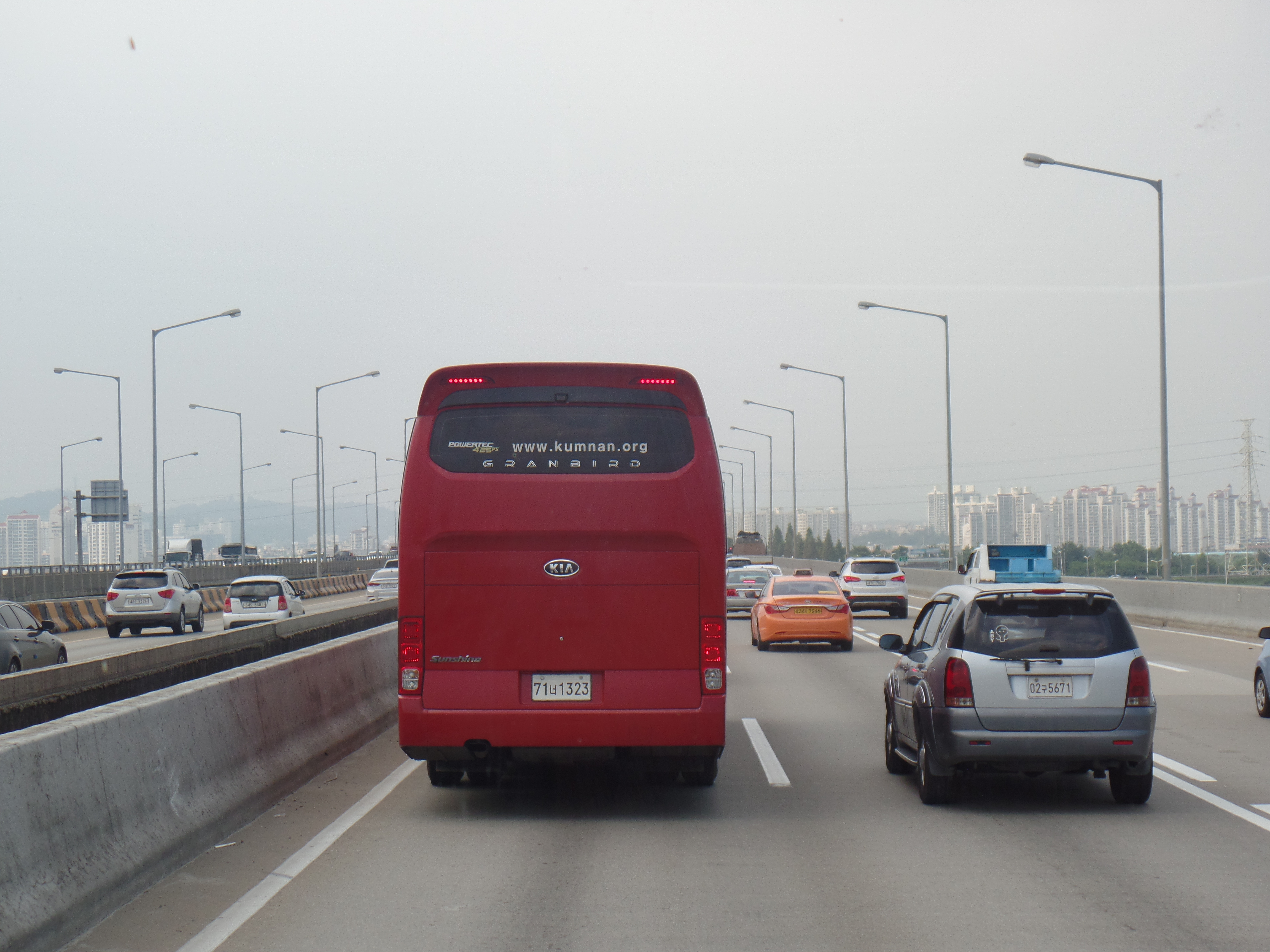
강동대교

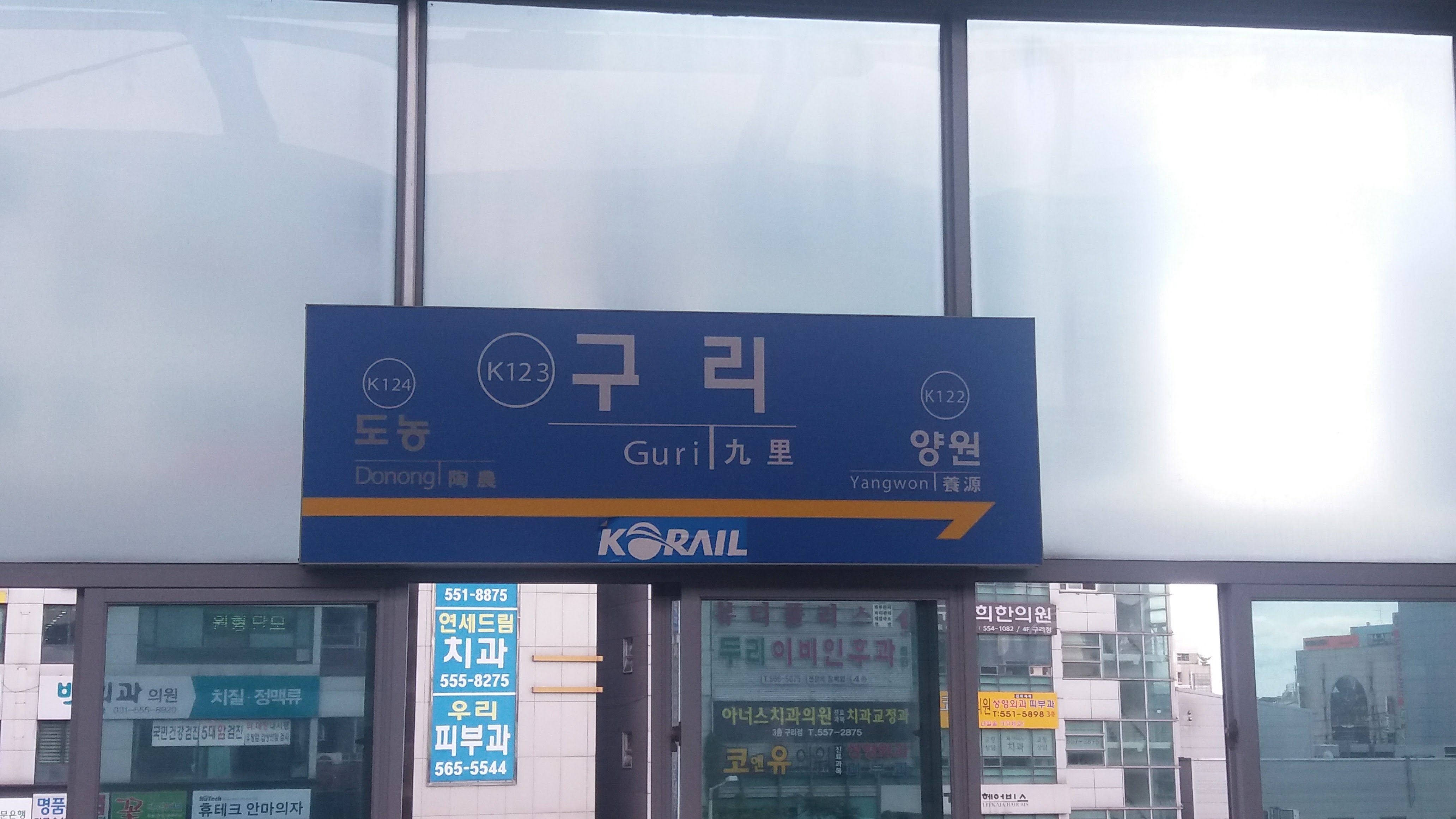
구리역

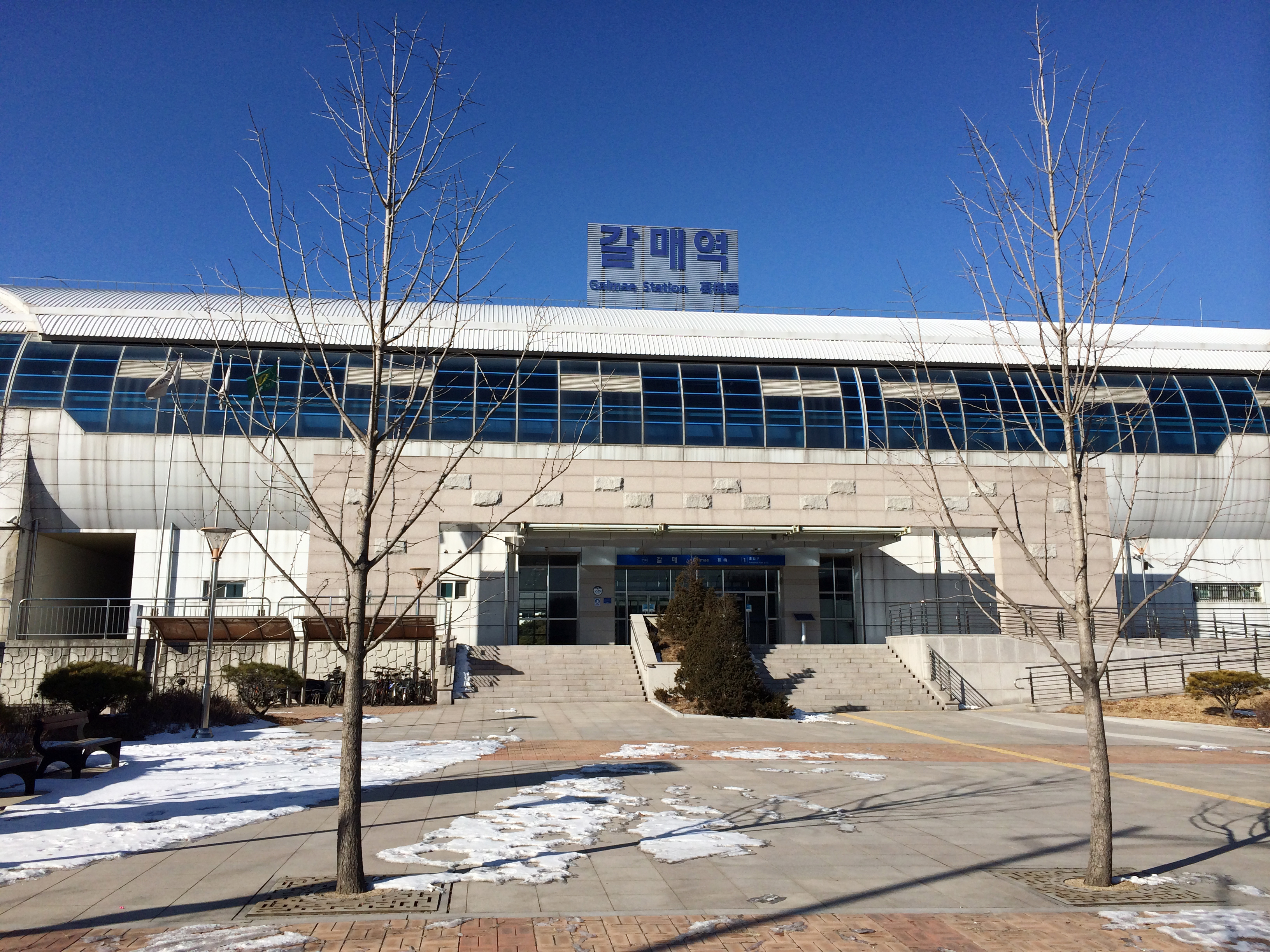
갈매역

### 철도
- 한국철도공사
  - ● 수도권 전철 경의·중앙선
(서울특별시) ← 구리역 → (남양주시)
  - ● 수도권 전철 경춘선
(서울특별시) ← 갈매역 → (남양주시)
  - ● 수도권 전철 8호선 별내선
(서울특별시) ← 장자호수공원역 - 구리역 - 동구릉역 → (남양주시)

### 버스
- 시내버스 : 구리시의 시내버스, 구리시의 마을버스
- 시외버스 : 구리시외버스정류장

### 도로
조선시대에는 미금방면의 평구역으로 이어지는 대로가 있어 평구역에서 가평으로 길이 나 있었는데, 20세기 초반에 현재의 돌다리를 지나 금곡을 경유해 가평으로 가는 길이 만들어졌다.
고속도로
- 수도권제1순환고속도로 (토평 나들목, 구리 나들목, 퇴계원 나들목)
- 세종포천고속도로 (남구리 나들목)
- 서울양양고속도로 (강변북로 연계)

국도
- 국도 제6호선
- 국도 제43호선
- 국도 제46호선
- 국도 제47호선

자동차전용도로
- 북부간선도로
- 강변북로

## 스포츠
- K리그 클래식 : FC 서울 전용 훈련장 - GS 챔피언스파크

## 자매도시
| 지역 & 국가    | 도시           | 도시            |
| -------------- | -------------- | --------------- |
| 대한민국       | 강원특별자치도 | 삼척시          |
| 대한민국       | 경상북도       | 울릉군          |
| 대한민국       | 충청남도       | 공주시          |
| 대한민국       | 충청북도       | 단양군          |
| 필리핀         | 라구나주       | 칼람바          |
| 미국           | 텍사스주       | 캐롤턴          |
| 중화인민공화국 | 장쑤성         | 다펑시          |
| 중화인민공화국 | 안투현         |                 |
| 중화인민공화국 | 양신현         | 빈저우시        |
| 중화인민공화국 | 지린성         | 지안시 (퉁화시) |
| 중화인민공화국 | 허베이성       | 친황다오시      |
| 중화인민공화국 | 랴오닝성       | 판진시          |
| 베트남         | 럼동성         |                 |

## 같이 보기
- 대한민국의 설치순 도시 목록
- 대한민국의 지리